# Scaevola spinescens
Scaevola spinescens är en tvåhjärtbladig växtart som beskrevs av Robert Brown. Scaevola spinescens ingår i släktet Scaevola och familjen Goodeniaceae. Inga underarter finns listade i Catalogue of Life.

## Bildgalleri

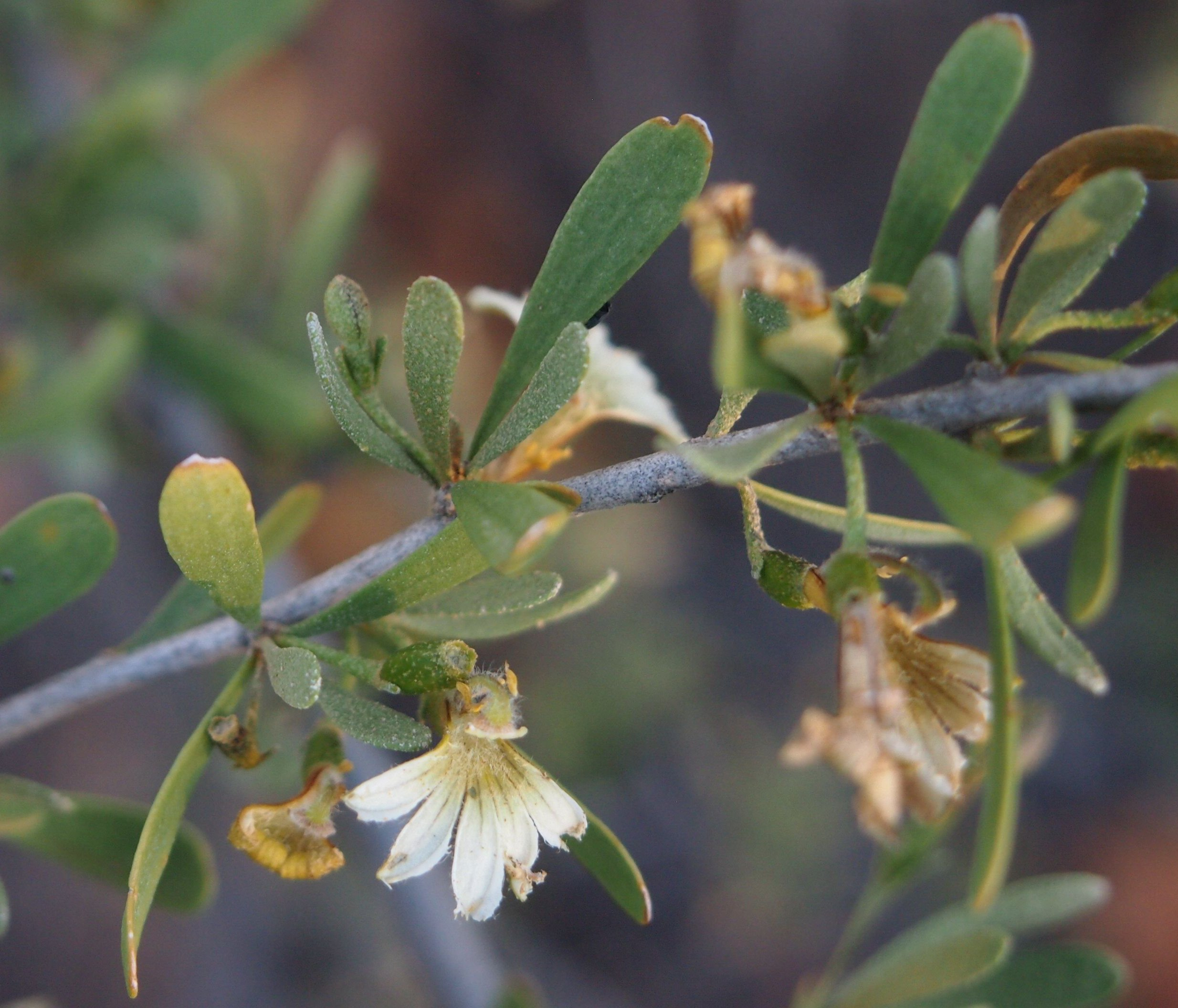